# Batalla de Cachimán
La Batalla de Cachimán fue una de las batallas libradas contra los haitianos para conseguir la Independencia de la República Dominicana. Tuvo lugar en la zona fronteriza del país, entre la hoy provincia de Elías Piña y Veladero Belladère, Haití. En esta batalla salió vencedora la República Dominicana, sellando aún más la identidad del país como nación naciente.

## Desarrollo de la Batalla
Esta batalla se produjo durante el mes de abril en 1845, cuando el entonces presidente haitiano Philippe Guerrier, por lo que es sucedido por el general Jean Louis Pierrot, quien decía "voz en cuello que la isla era indivisible, por lo que pedía de los dominicanos integrarse con Haití para que se formara una sola nación". Obviamente, los dominicanos habían decidido ser libres e independientes ante cualquier potencia extranjera para siempre, por lo que se comprometieron a sostener y enarbolar la naciente nación dominicana procalamada la noche del 27 de febrero de 1844.
El principal protagonista de esta gesta lo fue el General Antonio Duvergé, el cual movilizó sus tropas en horas de la mañana. duvergé dividió sus tropas en tres columnas, la primera al mando del General Felipe Alfau, quien partió primero a ese punto porque su recorrido era mayor, debía cortar la retirada al enemigo con un movimiento envolvente por el Sur. El segundo comando de militares dominicanos, fue dirigido por el Coronel Francisco Pimentel, con piezas de artillería, debía atacar a los haitianos de manera frontal, y el tercer comando, fue dirigido por el General Duvergé, quien había decidido enfrentrar las tropas hatianas por la derecha.
«En estas circunstancias el general Duvergé, posesionado con sus tropas del cuartel del Cachimán, conquistado por las tropas victoriosas dominicana, cuando las horas marcaban a las 8:00 de la noche, envió el 17 de abril de 1845 al Presidente, general Pedro Santana, un parte oficial en el que dio a conocer: “hemos tomado al fuerte de Cachimán».